# ایل سنگسری
ایل سَنگسَری یکی از ایل های عشایر کوچ‌روی ایران است که در دامنه رشته کوه البرز فعالیت می‌کنند. مرکز و خاستگاه این ایل شهر سنگسر (مهدی‌شهر امروزی) در استان سمنان است.
منطقۀ زیست این ایل در فصل گرمسیردر دامنه‌های جنوبی رشته کوه البرز از لواسانات، دماوند، سد لار و فیروزکوه تا شهمیرزاد، چاشم و پشتکوه در شمال مهدی‌شهر (سنگسر سابق) و در فصل سردسیر به طرف شرق تا روستاها و نقاط علف خیز در دهستان‌های طرود، بیارجمند، خارطوران شاهرود و درونه کاشمر در حاشیۀ شمال دشت کویر مرکزی است. عشایر این ایل محصولات لبنی و گوشتی و صنایع دستی منحصر بفردی را تولید می‌کنند.

## عشایر ایل سنگسری
شهر مهدی شهر(سنگسر سابق) مرکز شهرستان مهدیشهر، خاستگاه ایل سنگسری است که خانوارهای عشایری از اواخر شهریور تا اواسط خرداد ماه در آن سکونت دارند.
سنگسری‌ها شاخص‌ترین کوچندگان دامنه‌های البرز هستند. آن‌ها طولانی‌ترین مسیر کوچ جهان را طی می‌کنند به‌طوری‌که فاصلهٔ دورترین نقطهٔ ییلاقی و قشلاقی آنان به بیش از ۱۵۰۰ کیلومتر می‌رسد. برنارد هورکد محقق مشهور اروپایی نیز معتقد است عشایر ایل سنگسری طولانی‌ترین مسیر کوچ رو جهان را دارا هستند.
چراگاه های دامداران سنگسری به سه قسمت تقسیم شده: چراگاه های قشلاقی، ییلاقی و میان بند. در اصطلاح محلی به ییلاقات هر طایفه ایل سنگسری خیل (xil) گفته می شود. در هر خیل برای هر یک از خانواده های آن طایفه یک یا چند خیل مال ( xil mal) شکل می گیرد.

## نظر اندیشمندان دربارهٔ ایل سنگسر
برنارد هورکد رئیس انجمن ایرانشناسان اروپا:
 اردوهای تابستانی (خیل‌های) سنگسری‌ها به لحاظ وسعت و تجمل، از شکوه و جلوه خاصی برخوردار است. 
دکتر مرتضی فرهادی، جامعه‌شناس ایرانی:
 خط تولید پنیر و روغن در بین عشایر سنگسری به قدری تکامل یافته و متنوع است که لازم است کارخانه‌های نوین لبنیات‌سازی ایران از آن درس بگیرند. 

## سیاه چادر (گوت)
سیاه چادر همان خانه عشایر ایل سنگسر در دوره ییلاق است که بایستی ضمن استحکام و ماندگاری در برابر تابش آفتاب، از ساکنین چادر در مقابل خطرات گوناگون محافظت کند. گوت نام سیاه چادر عشایر ایل سنگسر است که از موی بز بافته می‌شود.
سیاه چادر عشایر سنگسری که «گوت» نام دارد منحصر به فرد است و در مقایسه با سیاه چادر دیگر عشایر ایران از ساختار ویژه‌ای برخوردار است.
تقسیمات داخلی سیاه چادر سنگسری همسان معماری ایرانی است. پلاس سنگسری کف آن را مفروش و دیوارهای نقش دار، فضای داخل چادر را به محل میهمانان، خانواده و آشپزخانه تفکیک می‌کنند. دست بافته‌ها و آویزه‌های بسیاری که دارای نقش و رنگ هستند در داخل چادرها کاربرد دارند.
مکان برپا کردن هر «گوت» را «گوت‏ کِ‏ مال» گویند. «گوت‏ کِ‏ مال» دربردارنده هموارسازی و زیرسازی گوت با مصالح بنایی است که تعریف کننده حدود فضا است و موقعیت پوشش خارجی «گوت» را مشخص می کنند.
کف سیاه چادر سنگسری با پلاس یا گلیم سنگسری به عنوان زیرانداز پوشانده می شد.‌

## گوسفند سنگسری
گوسفند سنگسری نوعی نژاد منحصر بفرد از دام سنگسری و از انواع نژاد گوسفند گوشتی در ایران است. خاستگاه گوسفند سنگسری مراتع عشایر ایل سنگسر در شهرستان مهدیشهر و تعدادی از استان‌های همسایه‌ است. همچنین گوسفندان سنگسری از حیث پرواری بی‌نظیراند و محصول گوشت آن‌ها تقریباً ٪۶۰ وزن گوسفند پیش از ذبح شدن است.

## پوشاک زنان عشایر

کژین شوی، پوشاک زنان ایل سنگسر

در گذشته‌های نه چندان دور، زنان سخت کوش ایل سنگسر علاوه بر رسیدگی به امور خانه، بخش مهمی از بار اقتصادی خانواده را با بافت انواع پارچه‌های پشمی و ابریشمی و پارچه‌های ظریف برای مصارف تخصصی گوناگون بر دوش می‌کشیدند.
از جمله این پارچه‌ها می‌توان نمونه‌های زیر را برشمرد:
سرگیرا sar gira (سگیرا)، پارچه پشمینه ظریف که زنان سنگسری درگذشته از آن به عنوان چادر استفاده می‌کردند و پارچهٔ آن را با پشم و با طرح چهارخانه می‌بافتند. متراژ پارچه مورد نیاز سرگیرا تخته‌های ۱۷ متر و با عرض ۳۵ سانتی‌متر بود که با اتصال تخته‌ها به همدیگر چادر دوخته می‌شد.
کژین شوی kajin shevi، نوعی پارچه ابریشمین که تن‌پوش زنان سنگسری بوده‌است.
مکنه makene یا مقنعه، که کاربرد آن نظیر مقنعه امروزی بوده‌است، با این تفاوت که مکنه معمولاً با نوعی سوزن دوزی ظریف و منحصر به فرد همراه است و به آن «ساخته مکنه» گفته می‌شود.
فراخ شوال ferakh sheval که دامن گلدار و چند لایه زنان سنگسری بوده‌است.
شاید اکنون نیز بتوان در سکوت راز آلود شب‌های شهر، صدای کوبه‌های دفتین یا کارگاه پارچه بافی خانگی را از ورای پنجره یک خانه گلی در کوچه‌های سنگسر (مهدیشهر) شنید.

## محصولات تولیدی عشایر سنگسر

### محصولات لبنی
عشایر ایل سنگسری از شیر گوسفند و بز، بیش از ۳۲ نوع محصول لبنی تولید می‌کنند که برخی از آن‌ها همچون وارهون (نوعی روغن زرد پنیر)، آریشه و لورئین در نوع خود منحصر به فرد است. لازم بذکر است آرشه یکی از فرآورده های شیری در شاخه پنیر که غذای کامل بحساب می‌آید زیرا حاوی مقادیر زیادی کلسیم و منیزیم می‌باشد.
همچنین آنان در تولید نوعی شکلات محلی به نام چیکو تبحر خاصی دارند. چیکو و روغن زرد که ماحصل تلاش عشایر ایل سنگسر است، بخشی از سوغات مهدیشهر را تشکیل می‌دهد.
از دیگر فراورده‌های لبنی عشایر سنگسر می‌توان به شیر، ماست، توک، کره، خورش، رهون، درنه، سزمه، دوونه (کشک)، سه جو، تفره و … اشاره کرد.

### صنایع دستی
از صنایع دستی منحصر به فرد و شاخص عشایر سنگسری می‌توان به چنگوم، پلاس و … اشاره کرد. چنگوم نوعی آویز مخصوص زنان و پلاس نوعی زیرانداز رنگارنگ است. چرمینه و دوخت چرم، کار با چوب، ساخت قفل و کلیدهای چوبی، کار با مس قلمکاری و قلمزنی، آهنگری و سفال و سوزن دوزی از دیگر صنایع دستی ایل سنگسری است.
۹

### محصولات گوشتی
نژاد گوسفند سنگسری، متعلق به عشایر ایل سنگسر است. گوشت این نژاد از حیث پرواری بی‌نظیر است به‌طوری‌که، محصول گوشت تقریباً ۶۰٪ از وزن گوسفند پیش از ذبح را تشکیل می‌دهد.

## جشن‌ها و آیین‌های ایل سنگسر

### جشن نرون
جشن نرون یکی از جشنهای کهن و اساطیری ایل سنگسر است. نرون یا انیران به معنای روشنایی بی پایان است و در شهریور ماه اجرا می شود که جشن نرون در مهدیشهر و به خصوص در بین عشایر ایل سنگسر از تاریخ ۶ شهریور شروع شده و به مدت یک هفته ادامه می‌یابد.
در این جشن گوسفندان نر زیبا و از نژاد اصیل قوچ سنگسری را آذین می‌کنند و در فضایی وسیع رهایشان می‌کنند. آنگاه انار را بر شاخ شان می‌کوبند تا تکه‌تکه شود و بعد آن‌ها را رها می‌کنند تا در گله ازدیاد نسل کنند. فلسفه تکه‌تکه شدن انار همانا ازدیاد بیش از پیش نسل در دامهای سنگسری است. همچنین شب نرون پایان سال حساب و کتاب گله داری است.

### جشن تیرگان
جشن تیرگان در میان سنگسری‌ها به جشن تیر مُ ای سیزده مشهور است. در سیزدهمین روز از ماه تیر تقویم سنگسری (مصادف با ۷آبان ماه شمسی)، خانواده‌ها به دیدار بزرگ فامیل می‌روند، اشعاری از فردوسی و حافظ و افسانه‌های کهن منطقه سنگسر می‌خوانند و بدین شکل این جشن باستانی را پاسداری می‌کنند. در این جشن غذای محلی به نام «سیزده تامو» پخت می‌شود.

## زبان سنگسری
زبان سنگسری (ISO/DIS ۶۳۹–۳)، زبانی مخصوص[۱] و عضوی از گروه زبان‌های سمنانی شاخهٔ شمال‌غربی، غربی و زبان‌های ایرانی است که خود شاخه‌ای از زبان‌های هندوایرانی و آن نیز به نوبه خود شاخه‌ای از زبان‌های هندواروپایی است[۲] (در برخی منابع زبان سنگسری مستقلاً عضوی از شاخهٔ شمال‌غربی زبان‌های ایرانی قرار گرفته‌است[۳]). [۴][۵] و با زبان سمنانی، سرخه‌ای و لاسگردی نزدیکی و شباهت خاصی دارد.*[۱] همچنین زبان سنگسری در موارد عدیده مشابهت به خوارزمی قدیم دارد برای مثال در گاهنمای سنگسری «نو سال» همان است که در تقویم سغد قدیم به نام نوسرد و در تقویم خوارزم آن روزگار به نام «ناوسارجی» خوانده می‌شده‌است.*[۲]
این زبان بیشتر توسط مردم شهر سنگسر و چند منطقه در اطراف آن استفاده می‌شود. همچنین شماری از گویشوران این زبان در شهرستان ساوه در استان مرکزی نیز، حضور دارند.[۶] تقریباً تعداد ۱۰۰٫۰۰۰ نفر در سراسر جهان به این زبان سخن می‌گویند.

## قلمرو ایل سنگسر
امروزه بخش‌هایی از مراتع استان‌های سمنان، تهران، قزوین، قم، مرکزی، مازندران، گلستان، گیلان، خراسان رضوی، خراسان شمالی، خراسان جنوبی و اصفهان همچنان در اختیار عشایر ایل سنگسر قرار دارد.
برنارد هورکد محقق مشهور اروپایی نیز معتقد است عشایر ایل سنگسری طولانی‌ترین مسیر کوچ رو جهان را دارا هستند و معتقد است اردوهای تابستانی (خیل‌های) سنگسری‌ها به لحاظ وسعت و تجمل، از شکوه و جلوه خاصی برخوردار است.

## گاهشماری سنگسری
گاه‌شماری سنگسری سالنمایی در میان مردم سنگسر (مهدیشهر) و ایل سنگسری است که قدمتی بیش از ۳۴۰۰ سال دارد. به‌طور مثال سال ۱۳۹۰ شمسی برابر با سال ۳۴۱۰ تقویم سنگسری است. این تقویم در فهرست آثار ملی ایران ثبت شده‌است. این تقویم کهن را یدالله حاجعلیان، محقق سنگسری گردآوری کرده و به صورت سالنامه و تقویم انتشار داده‌است. مبدأ این گاهشماری ۲۰۲۰ سال پیش از تقویم هجری شمسی است. روز اول سال از ۱۶ فروردین هجری شمسی است. مانند تقویم باستانی ایران دارای ۱۲ ماه سی روزه و یک پنجه که پیتک خوانده می‌شود در پایان می‌باشد و کبیسه‌گیری آن ظاهراً مانند تقویم هجری خورشیدی است. مانند تقویم باستانی ایران روزهای آن نیز دارای نام هستند و به نام‌های باستانی آن خیلی همانندند. سالنمای سنگسری گویای زمان آمدن آریایی ها به ایران است.

## جشنواره ملی ایل سنگسر
نخستین جشنواره ملی ایل سنگسری در آبان ماه ۱۳۹۸ در شهرستان مهدیشهر برگزار شد.

## نگارخانه

فراخ شوال تیره ساده مخصوص استفاده زنان متاهل و از پوشاک زنان ایل سنگسر]
مکنه ابریشمین قرمز رنگ ویژه نوعروسان، از محصولات تولیدی زنان عشایر سنگسر
نمایی از گوت (سیاه چادر عشایر ایل سنگسر) در ییلاق دماوند
کژین شوی، پوشاک زنان ایل سنگسر
نمایی از داخل گوت (سیاه چادر ایل سنگسر)
نمایی از گوت، سیاه چادر ایل سنگسر در جشنواره عشایر ایل سنگسر- ییلاق گل زرد در نزدیکی دماوند
سرگیرا، پوشاک زنان عشایر ایل سنگسر)
فراخ شوال گلدار مخصوص استفاده دوشیزگان و از پوشاک زنان ایل سنگسر
عمل آوری آرشه و وارهون، از محصولات لبنی منحصر به فرد عشایر ایل سنگسر